# 奥迭塔
奥迭塔（西班牙語：Odieta）是西班牙纳瓦拉的一个市镇。总面积24平方公里，总人口318人（2001年），人口密度13人/平方公里。